# Frontera entre Colombia y Perú
La frontera entre Colombia y Perú es un límite internacional continuo de 1626 kilómetros que separa a los territorios de ambos países. Se fijó por el Tratado Salomón-Lozano de 24 de marzo de 1922 y por el Protocolo de Río de Janeiro del 24 de mayo de 1934, que puso fin a la guerra colombo-peruana de 1932. Ambos acuerdos establecen la frontera en el río Putumayo, con la excepción del trapecio amazónico entre los ríos Putumayo y Amazonas, que está bajo la soberanía de Colombia.

## Trazado de la frontera
Según estos tratados, los límites entre Colombia y Perú son los siguientes:

- Desde la confluencia de los ríos Güepí y Putumayo, entre Perú, Ecuador y Colombia, aguas abajo por el río Putumayo, hasta la boca del río Yaguas.
- Una línea recta trazada desde la boca del río Yaguas, en el Putumayo, hasta la boca del río Atacuari, en el Amazonas.
- El río Amazonas, aguas abajo, siguiendo el curso del mismo, hasta la boca de la quebrada San Antonio, donde empieza la frontera con Brasil.

## Ciudades fronterizas
Colombia:
- Puerto Leguízamo, Puerto Colombia, El Encanto, La Chorrera, Puerto Arica, Puerto Nariño, Tarapacá, Leticia.

 Perú:
- Güepí, Soplín Vargas, Angusilla, Flor de Agosto, Florida, Santa Mercedes, Puerto Limón, Santa Clotilde, San Antonio del Estrecho, Teniente Berggerie, Remanso, Yaguas, Caballococha, Francisco de Orellana, Santa Rosa de Yavarí, Iquitos.

## Ríos fronterizos
Los principales ríos que cruzan o forman parte de la frontera son:
- Río Güepí
- Río Putumayo
- Río Yaguas
- Río Atacuari
- Río Amazonas
- Río Loretoyacu